# وویچیخ فانگور
وویچیخ فانگور (۱۵ نوامبر ۱۹۲۲–۲۵ اکتبر ۲۰۱۵) نقاش، گرافیست، مجسمه‌ساز لهستانی و یکی از خالقان مکتب پوستر لهستان بود.
وی پس از فراگیری خصوصی هنر در کنار فلیسیان کوارسکی و تادئوس پروسکوفسکی، دیپلم خود را در سال ۱۹۴۶ در آکادمی هنرهای زیبا در ورشو گرفت.
او با الهام از رئالیسم سوسیالیستی کار خود را با ساختن «مادر کره‌ای» (اکنون در موزه ملی، مجموعه ورشو قرار دارد) آغاز کرد.
او بین سالهای ۱۹۵۳ تا ۱۹۶۱ به عنوان استادیار در آکادمی هنرهای زیبا در ورشو استخدام شد.